# Rębiechowo (Gdańsk)

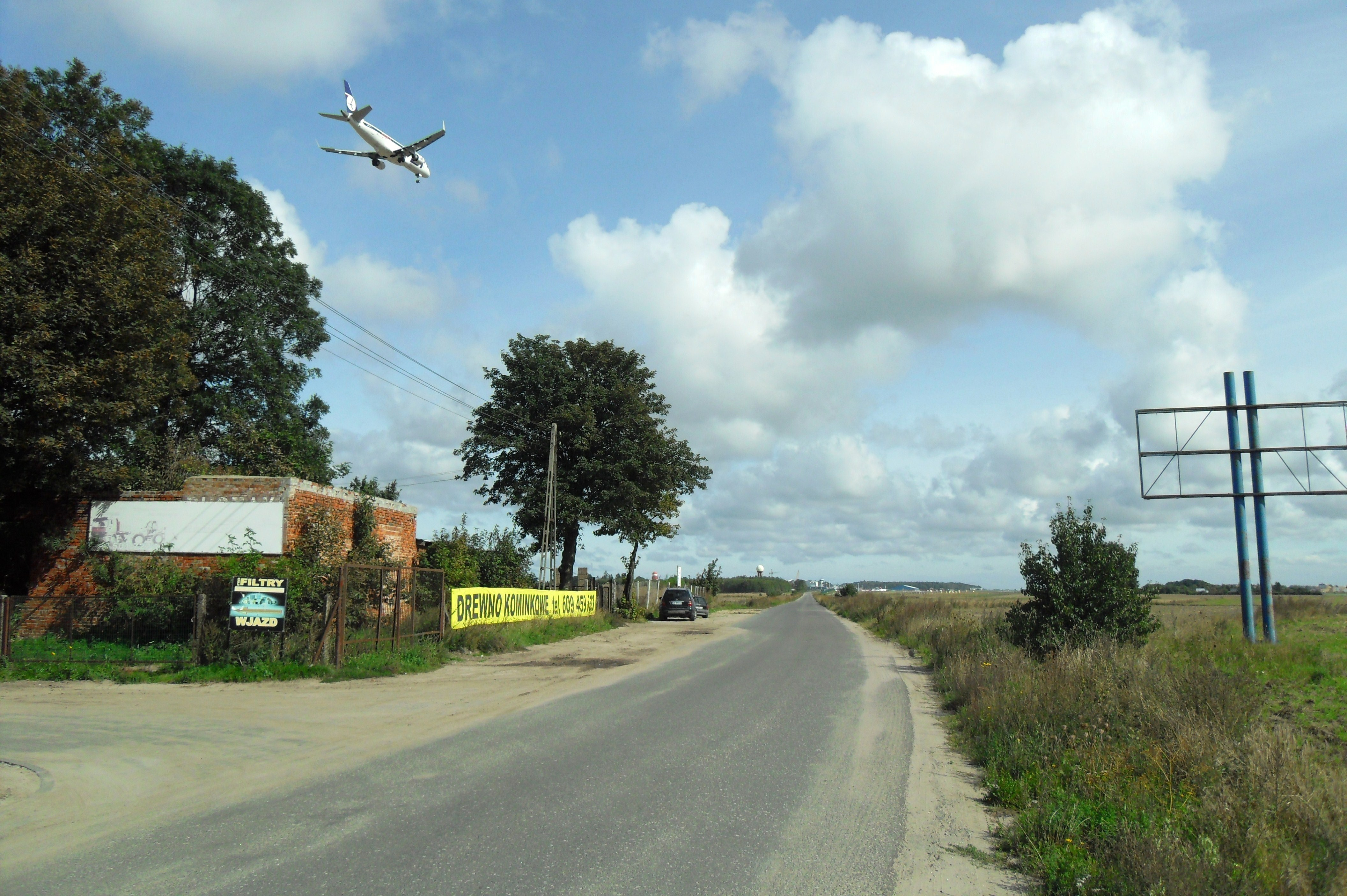
Rębiechowo, ul. J. Słowackiego

Rębiechowo (kaszb. Rãbiechòwò, niem. Ramkau) – część Gdańska i dawna osada rolniczo-przemysłowa w Gdańsku, w dzielnicach Matarnia i Kokoszki. Leży na zachodnim krańcu obu dzielnic, a jego zachodnia granica pokrywa się z granicą Miasta Gdańsk. Rębiechowo jest najbardziej wysuniętą na zachód częścią miasta.
Osada Rębiechowo to wschodnia część wsi Rębiechowo, włączona do terytorium Gdańska 1 stycznia 1973. Należy do okręgu historycznego Wyżyny.
Pierwotną nazwę od nazwy osady wziął Port Lotniczy Gdańsk im. Lecha Wałęsy, którego znaczna część pasa startowego znajduje się na terenie Rębiechowa. W języku potocznym Rębiechowo określa właśnie port lotniczy.

## Nazwa miejscowości
Nazwa pierwszy raz wspomniana w 1209 r., w okresie panowania książąt pomorskich, jako wieś będąca własnością norbertanek z Żukowa, w formie Rambecove i Ramlecove. Zapis z roku 1224 Rambechovo oddaje już dzisiejszą formę nazwy. Niektóre poświadczenia z czasów krzyżackich - z roku 1342 Ramcov - stały się podstawą późniejszej oficjalnej nazwy niemieckiej Ramkau. Podobnie na mapie Schroettera z końca XVIII istnieje forma Ramkau.
Nazwa pochodzi od nazwy osobowej Rębiech, wzbogaconej o typowy na Kaszubach przyrostek -owo. Przezwisko Rębiech tworzy rdzeń rąbać z dodanym przyrostkiem -ech.

## Historia
Wieś została nadana w 1209 roku przez Mestwina I norbertankom z Żukowa. W 1317 roku nastąpiła lokacja na prawie niemieckim. Struktura administracyjna na przestrzeni wieków: dobra klasztoru w Żukowie; gmina wiejska, o.u. Matarnia, powiat gdański (1874); wieś, gmina Banino, powiat kartuski (1938); wieś gromadzka, gmina Banino, powiat kartuski (1951); wieś sołecka, miasto Gdańsk (1 stycznia 1973).